# SBTVD
SBTVD, abreviatura para Sistema Brasileiro de Televisão Digital (en español: Sistema Brasileño de Televisión Digital), (también llamado ISDB-Tb o ISDB-T Internacional) es un estándar técnico para transmisión de televisión digital terrestre utilizado en Brasil, Perú, Argentina, Chile, Venezuela, Ecuador, Costa Rica, Paraguay, Filipinas, Guatemala, Bolivia, Nicaragua, Uruguay y Honduras, basado en el estándar Japonés ISDB-T, lanzado en una operación comercial el 2 de diciembre de 2007, en São Paulo, Brasil.
El estándar SBTVD fue desarrollado por un grupo de estudio coordinado por el ministro Brasileño de Comunicaciones y fue liderado por la Agencia Brasileña de Telecomunicaciones (ANATEL) con el respaldo del Centro de desarrollo de investigación en Telecomunicaciones (CPqD). El grupo de estudio estuvo compuesto por miembros de otros diez ministerios brasileños, el Instituto Nacional para la Tecnología de la información (ITI), algunas universidades Brasileñas, organizaciones profesionales de difusión, y empresas constructoras de equipos de transmisión/recepción. El objetivo del grupo fue desarrollar e implementar un estándar de televisión digital terrestre en Brasil, dirigido no solamente a resolver cuestiones técnicas o económicas, sino también y principalmente, para mantener inclusión digital de aquellas personas que viven lejos de la actual "sociedad de información" y buscando un mecanismo técnico para el gobierno electrónico, esto es hacer que el gobierno sea más cercano a la población ya que en Brasil más del 95,1% de los hogares tiene al menos un aparato de televisión.
SBTVD es también conocido como ISDB-Tb (versión brasileña del estándar japonés ISDB-T) y difiere básicamente del estándar original ISDB-T por el uso de H.264/MPEG-4 AVC como estándar de compresión de vídeo (ISDB-T usa el estándar H.262/MPEG-2 Parte 2), una velocidad de presentación de 30 imágenes por segundo, aún en dispositivos portátiles (mientras que ISDB-T, usa 15 imágenes por segundo) e interacción mediante el uso del middleware Ginga, compuesto de los módulos Ginga-NCL y Ginga-J (ISDB-T usa BML). En enero del año 2009, el grupo de estudio brasileño-japonés para la televisión digital finalizó y publicó una especificación, ahora denominada "ISDB-T Internacional". ISDB-T Internacional es el sistema que fue propuesto por Japón y Brasil a otros países de América del Sur y alrededor del mundo.

## Historia
La historia del desarrollo de SBTVD puede ser dividida en dos períodos principales: a) Pruebas y estudios iniciales y b) Implementación del Grupo de Trabajo de la Televisión Digital y la definición final del estándar.

### Estudios iniciales
Desde 1994, un grupo formado por técnicos de la Sociedad Brasileña de Ingeniería de Televisión (SET) y la Asociación Brasileña de Emisoras de Radio y Televisión (ABERT), ha estado analizando las normas existentes de televisión digital (ATSC, DVB-T e ISDB-T) y sus aspectos técnicos, pero la discusión se convirtió en un estudio sólido sólo en 1998.
Desde 1998 a 2000, ABERT y SET, con el apoyo de la Universidade Presbiteriana Mackenzie desarrollaron un estudio muy completo sobre la base de varias pruebas, teniendo en cuenta no sólo las características técnicas de cada estándar, sino también, la calidad de la señal recibida tanto en interiores como al aire libre. Ese fue el primer estudio completo que comparaba los tres principales estándares de televisión digital en el mundo hecho por una entidad independiente (es decir, sin influencia del Comité ATSC, y los grupos DVB y ARIB/DiBEG).
Los resultados de las pruebas brasileñas de televisión digital mostraron la calidad insuficiente para la recepción en interiores presentada por la norma ATSC, que es un parámetro muy importante, ya que 47% de los aparatos de televisión en Brasil utilizan sólo una antena interna y, entre las normas DVB-T y ISDB-T, la última presentaba un rendimiento superior en la recepción en interiores y la flexibilidad para acceder a los servicios digitales y programas de televisión a través de los receptores fijos, móviles o portátiles con una excelente calidad.
Paralelamente, en 1998, el Ministerio de Comunicaciones de Brasil ordenó a la Agencia Nacional de Telecomunicaciones llevar a cabo estudios para seleccionar e implementar una norma de televisión digital en Brasil. Debido a la integridad y calidad del estudio llevado a cabo por la conjunción de esfuerzos de ABERT, SET y Mackenzie, ANATEL consideró oficial el resultado oficial y lo apoyó considerando que ISDB-T era mejor estándar para ser implementado en Brasil.
Sin embargo, la decisión final sobre el estándar seleccionado no se anunció en ese momento (agosto de 2000) debido a tres puntos principales:
- Algunos grupos de la sociedad querían participar más en esa decisión;
- El Comité ATSC y el Grupo DVB querían revisar el informe de ABERT/SET/Mackenzie y la decisión de ANATEL;
- Las discusiones políticas trajeron nuevos requisitos para el estándar a ser implementado en Brasil, como la inclusión digital y difusión del gobierno electrónico.

A la luz de estos elementos, el Gobierno del Brasil, creó un grupo de debate más estructurado, para revisar los primeros estudios y hacer frente a estos nuevos puntos.

### Implementación del Grupo de Trabajo de TV Digital y definición final de la norma SBTVD
El programa SBTVD fue implementado el 26 de noviembre de 2003 mediante el Decreto Presidencial 4.901, enfocándose en la creación de un modelo de referencia para la televisión digital terrestre nacional en Brasil.
La Agencia Nacional de Telecomunicaciones (ANATEL) fue encargada por el Ministerio de Comunicaciones de Brasil para liderar este trabajo con el apoyo técnico del CPqD, y las contribuciones de otros 10 ministerios brasileños, el Instituto Nacional de Tecnologías de la Información (ITI), 25 organizaciones relacionadas con la materia y 75 universidades e institutos de Investigación y Desarrollo y los fabricantes de eléctrico-electrónicos. Más de 1.200 investigadores y profesionales se movilizaron.
El Grupo de Trabajo fue organizado en una estructura con 3 áreas de desarrollo:
- Comité para el Desarrollo: para definir, desarrollar e implementar una base política y reglamentación
- Comité Consultivo: para definir y desarrollar los aspectos técnicos de la TV digital, y seleccionar la mejor tecnología que se utilizaría en Brasil,  incluyendo finalmente una tecnología totalmente creada en Brasil
- Grupo de Gestión (GG - Grupo Gestor): para gestionar los grupos de investigación especializados.

El Grupo de Trabajo no solo debía tener como objetivo definir los aspectos técnicos y económicos de la Televisión Digital, sino hacer frente a las siguientes cuestiones:
- La "inclusión digital"
- La implementación del "gobierno electrónico"
- La prestación de apoyo a la educación mediante la televisión digital a través de contenidos especializados y programas interactivos
- La provisión de difusión cultural
- La disposición de la integración social.

Otros requisitos técnicos son importantes y también se consideraron:
- Televisión en 3D
- Alta definición
- TV interactiva;
- TV móvil y portátil con señal de calidad
- Recepción robusta de señal en interiores y exteriores
- Excelente capacidad de carga de datos en la banda de transmisión.

Sólo para el Comité Asesor se publicaron 20 Solicitudes de Propuestas tratando de cubrir todas las áreas que componen la televisión digital: modulación, procesamiento y compresión de la señal, sistemas de video, sistemas de audio, transporte de datos, middleware, etc. Estas solicitudes reforzaron fuertemente la creación de redes de investigación donde los estudios podían realizarse de manera descentralizada haciendo que varios institutos trabajaran juntos.
Algunos grupos trabajaron para presentar una norma digital totalmente nueva, otros trabajaron para analizar y seleccionar los estándares de televisión digital más conocidos y otros más para implementar nuevas funciones y módulos a las normas conocidas.
Después de 3 años de estudios y desarrollos, el Fórum SBTVD anunció la selección del sistema japonés ISDB-T como línea de base para el sistema SBTVD, reforzada por nuevas tecnologías:
- Sistema de compresión MPEG-4 AVC (H.264) para vídeo, que permite mayor carga útil de datos en la misma banda.
- Middleware llamado "Ginga" más robusto, con módulos declarativos y procedimentales, para aplicaciones interactivas complejas.

El sistema SBTVD también presenta algunas adaptaciones, siendo las principales:
- Máscaras de emisión de los transmisores especialmente adaptadas para cumplir con los casos más adversos de interferencia de otras estaciones, aspecto importante a efectos de aplicación en muchos países en los que está congestionado el espectro electromagnético.
- Multiplexación y estructuras y señalización de datos adaptadas a las normas occidentales de escritura, con la inclusión de conjuntos de caracteres para lenguas derivadas del Latín.
- Tasa de presentación de 30 imágenes por segundo, incluso para receptores portátiles.
- Implementación de Recepción Abierta en lugar del sistema B-CAS de protección de copia presente en el estándar japonés.

La elección del sistema japonés ISDB-T como base para SBTVD se basó en la calidad de recepción en interiores y al aire libre, robustez de la señal, excelente tratamiento de interferencia, soporte a programas complejos de televisión interactiva y televisión móvil de calidad. Además de eso, ISDB-T con las nuevas características como la compresión MPEG-4 de vídeo y el middleware Ginga se convierte en un excelente soporte para los requerimientos sociales establecidos por el gobierno brasileño.
También se analizaron aspectos económicos, como la eliminación de las regalías por el Gobierno japonés en el uso de ISDB-T, la transferencia de tecnología desde Japón a Brasil, la creación de un grupo de trabajo japonés-brasileño para desarrollos en curso y la ayuda financiera para la implementación inicial del Banco de Desarrollo de Japón.
La decisión final fue anunciada el 29 de junio de 2006 mediante el Decreto Presidencial 5.820  que estableció la adopción del sistema ISDB-T como base para ISDB-Tb, que es el nombre comercial para el sistema SBTVD. Este decreto también define el plan y las reglas de implementación para la televisión digital en Brasil que indican que en siete años todo el territorio brasileño debe recibir cobertura del servicio y en 10 años (hasta el año 2016) todas las transmisiones de televisión deben ser digitales y que las banda utilizada por las emisoras de televisión analógica debe ser devuelta al Gobierno brasileño. Es importante tener en cuenta que este Decreto Presidencial estableció que la norma ISDB-Tb debía ofrecer una función de múltiples programas. Durante la puesta en práctica en Brasil, sin embargo, el Ministerio de Comunicaciones ha cambiado este requisito y ha bloqueado esta función por lo menos hasta mayo de 2009.
La decisión de ISDB-T fue impugnada por algunos sectores de la sociedad que se quejaron de que era una decisión "política" en la cual el Gobierno brasileño se vio influenciado por la asociación de empresas difusoras, especialmente por Rede Globo, que es la mayor cadena de televisión brasileña, ya que ISDB-T aísla el negocio de la TV del negocio de las compañías de telecomunicaciones lo que protegerá los ingresos, ya disminuidos, de las empresas de difusión en un mundo que está migrando de la televisión a los servicios de telefonía por Internet y teléfonos celulares.

## Fórum SBTVD
En noviembre del año 2006, meses después de dictado el Decreto 5.820, fue creado el Fórum SBTVD para dirigir y coordinar las discusiones técnicas sobre el estándar, para crear toda la documentación relacionada junto con la ABNT (Associação Brasileira de Normas Técnicas,  Asociación Brasileña de Normas Técnicas) y para planificar la evolución futura.

## Primeras pruebas públicas
Samsung fue la primera compañía en hacer una demostración pública de transmisiones y recepción en la norma SBTVD el 19 de junio de 2007, aunque otras compañías afirmaron tener receptores preparados para ese momento. En su sala de exposición en São Paulo, se mostraron dos televisores de alta definición completa: uno con un sintonizador incorporado y otro conectado a un decodificador prototipo. El sintonizador y el decodificador se desarrollaron en Brasil, en el centro de investigación de Samsung en Manaus, Amazonas (Brasil). También se demostró la transmisión en el modo One seg a dispositivos móviles.
La señal era una grabación de prueba de Rede Globo, transmitida a 1080i, ya que el estándar no define la recepción a 1080p, que constaba de breves tomas de telenovelas, entrevistas, juegos de fútbol de los últimos años y filmaciones de los Carnavales en Río de Janeiro, junto con algunas vistas panorámicas. Todo el contenido fue originado en televisión de alta definición, parte del cual se grabó con cámaras de alta definición colocadas experimentalmente en muchos de los estudios en los que Rede Globo produce sus programas. Los Juegos Panamericanos de 2007 también fueron emitidos por Rede Globo en forma experimental en alta definición. Las emisiones del evento se podían ver tanto en la sala de exposición de Samsung, como en las grandes tiendas de electrónica que recibieron sintonizadores digitales para exhibir y demostrar la tecnología al público.

## Canal de Retorno
Las empresas difusoras brasileñas defienden el uso de la banda de VHF de la televisión analógica actual como canal de retorno que permite a los receptores digitales el enviar datos a las emisoras que forman parte de un servicio de televisión interactiva. Esa banda de 700 MHz permite al canal de retorno usar la tecnología WiMAX, que sería otra opción que se añade a las normales de acceso (ADSL, Internet por cable, EDGE, 3G, WiFi o acceso telefónico). Esta idea fue presentada al Gobierno brasileño en el Foro WiMAX en junio de 2009, con la esperanza de crear un estándar internacional para el canal de retorno.

## Mejoras recientes
MPEG-H Audio, HLG y SL-HDR1 se agregaron a la norma SBTVD en 2019.

## Futuro
Una nueva versión terrestre fue propuesta en 2020 y sería aprobada en 2021, la cual sería capaz de soportar definiciones de imagen 4K, 8K, HDR, HFR y audio immersivo. Se ha sugerido utilizar la codificación de video VVC en Japón dentro de los estándares propuestos, cuyos nombres son ISDB-T system-A, ISDB-T system-B e ISDB-T system-C. De estos tres, solo los dos últimos son compatibles con el estándar japonés ISDB-T.

## Países y territorios usuarios de los sistemas SBTVD e ISDB-T
La siguiente tabla recoge la lista de los países que han adoptado formalmente los sistemas SBTVD e ISDB-T.
| América     | Asia      | África   |
| ----------- | --------- | -------- |
| Brasil      | Japón     | Botsuana |
| Perú        | Filipinas | Angola   |
| Argentina   | Maldivas  |          |
| Chile       | Sri Lanka |          |
| Venezuela   |           |          |
| Ecuador     |           |          |
| Paraguay    |           |          |
| Costa Rica  |           |          |
| Bolivia     |           |          |
| Uruguay     |           |          |
| Honduras    |           |          |
| Guatemala   |           |          |
| Nicaragua   |           |          |
| El Salvador |           |          |
| Belice      |           |          |

## Certificación UIT-T para soluciones de SBTVD/ISDB-T
La Unión Internacional de Telecomunicaciones (UIT-T) certificó el 29 de abril de 2009 el módulo GINGA-NCL y el lenguaje NCL/Lua como la primera recomendación internacional para entornos multimedia interactivos para TV digital e IPTV, denominada Recomendación H.761. Esta es una importante norma de la UIT-T, ya que aborda la normalización de middleware de interactividad en dispositivos y decodificadores para IPTV y TV Digital, antes de que el mercado se llena de hardware y soluciones de software incompatibles, lo que afecta a los usuarios finales.
NCL/Lua y Ginga-NCL fueron desarrollados por el Laboratorio TeleMídia del Departamento de Informática de la Pontifícia Universidade Católica do Rio de Janeiro (PUC-Río).
En octubre de 2009, la UIT ha definido oficialmente a SBTVD como un subsistema de ISBD-T, desarrollando 2 nuevas recomendaciones:
- UIT-R BT.1699 sobre las aplicaciones declarativas para la televisión interactiva[15]
- UIT-R BT.1306 sobre las innovaciones presentadas por la norma brasileña en ISDB-T como MPEG-4, y otras[16]

## Características Técnicas

Diagrama esquemático de SBTVD/ISDB-T, canales, segmentos y ejemplo de multiprogramación.

a) Modulación: BST-OFDM (Band Segmented Transmission-Orthogonal Frequency Division Multiplexing).
b) Banda de frecuencias: VHF o UHF.
c) Arquitectura de transmisión: Segmentada
- Receptores fijos/móviles: 13 segmentos (para la resolución Full HD). Otros arreglos son posibles según la resolución deseada y el número de programas transmitidos.
- Receptores portátiles (Celulares inteligentes y computadores de tableta): Servicio One-Seg

d) Velocidad de imágenes:
- Fijo/Móvil: Argentina (además de 25 y 50 imágenes/seg), Japón, Perú, Brasil, Chile, Venezuela y Ecuador: 30 y 60 imágenes/s
- Portátil: Brasil, Perú, Argentina, Chile, Venezuela, Filipinas y Ecuador: Máximo de 30 imágenes/seg; en Japón: 15 imágenes/s

e) Ancho de banda de canal:
Japón, Brasil, Perú, Argentina, Chile, Venezuela y Ecuador: 6 MHz (Es posible usar la norma SBTVD/ISDB-T con 13 segmentos en 7 MHz u 8 MHz si fuera necesario. Maldivas es la primera nación que adopta ISDB-T con un ancho de banda de canal de 8 MHz.)
f) Sistema de Compresión de Audio:
- Receptores Fijos y Móviles:
  - Audio Multi Canal 5.1: MPEG-4 AAC@L4 (Advanced Audio Coding, Level 4) o MPEG-4 HE-AAC v1@L4 (High Efficiency AAC, Versión 1, Level 4)
  - Audio Estéreo: MPEG-4 AAC@L2 (AAC Level 2) or MPEG-4 HE-AAC v1@L2 (HE-AAC, Versión 1, Level 2)

- Recpetores Portátiles: MPEG-4 HE-AAC v2@L2 (HE-AAC, Versión 2, Level 2) para audio estéreo (o dos canales monaurales).

Todos los sistemas de compresión deben estar conformes con el estándar ISO/IEC 14496-3:2004.
g) Sistema de Compresión de Vídeo:
- Receptores Fijos y Móviles: MPEG-4 AVC HP@L4

- Receptores Portátiles: MPEG-4 AVC BP@L1.3

Además, la codificación de vídeo debe ser conforme al estándar ISO/IEC 14496-10:2005. Estos estándares son también conocidos como la Recomendación UIT-T H.264:2005.
h) Resolución y relación de aspecto:
- Receptores Fijos y Móviles:
  - SD 720x480i a 4:3 o 16:9
  - SD 720x480p a 4:3 o 16:9
  - SD 720x576i a 4:3 o 16:9
  - SD 720x576p a 4:3 o 16:9
  - HD 1280x720p a 16:9
  - Full HD 1920x1080i a 16:9

- Receptores Portátiles:
  - SQVGA (160x120 o 160x90)
  - QVGA (320x240 o 320x180)
  - CIF (352x288)
    - Estos formatos usan relaciones de aspecto de 4:3 o 16:9.

i) Sistema de Multiplexión: MPEG-2 system (ISO/IEC 13818-1 2000).
Esta norma es usada en Japón, Brasil, Perú, Argentina, Chile, Venezuela y Ecuador.
j) Procesos de Corrección de Errores: Intercalado de Tiempo y de Frecuencia.
k) Middleware de interactividad:
- ISDB-T: Declarativo: BML; Procedimental: No implementado - GEM Opcional.
- SBTVD/ISDB-T Internacional: Declarativo: Ginga-NCL; Procedimental: Ginga-J.

l) Otras características:
- Multiprograma:

Permite, en el espacio de un canal, 1 programa de Full HD (1920 x 1080 píxeles con relación de aspecto de 16:9); o 1 programa HD y 1 programa SD; o 3 programas SD.

### Difusión de Alertas
Esta característica permite a las autoridades del gobierno configurar la difusión de avisos de emergencia y enviar una alerta (ante catástrofes naturales como terremotos, tsunamis, etc) a cada dispositivo en el área de recepción. La señal de alerta utiliza algo de espacio de datos en uno de los segmentos de la secuencia de datos y enciende todos los receptores apagados, y presenta la información de alerta.
Un ejemplo de este tipo de alerta es  el sistema de alerta de sismos en Japón, que es muy utilizado con una "caja de aviso de emergencia" superpuesta en la pantalla del televisor, tal como ocurrió en el terremoto y tsunami de Japón de 2011 y que tuvo varias réplicas posteriores. El Fórum SBTVD cerró un acuerdo con el Gobierno de Brasil para la adopción del estándar japonés de alertas en junio de 2011 y en Chile, la Subsecretaría de Telecomunicaciones (Subtel) realizó una licitación para implementar también el sistema japonés de alerta de sismos, sobre el sistema SBTVD.

### Resumen de características
| Esquema de Modulación           | - 64QAM-OFDM, - 16QAM-OFDM, - QPSK-OFDM, - DQPSK-OFDM (Transmisión Jerárquica)                             |                     |
| Código de corrección de errores | - Codificación Interna: Convolución 7/8,3/4,2/3,1/2 - Codificación Externa: RS(204,188)                    |                     |
| Intervalo de Guarda             | 1/16, 1/8, 1/4                                                                                             |                     |
| Intercalado                     | Por Tiempo, Frecuencia, bit y byte                                                                         |                     |
| Tipo de Modulación              | BST-OFDM (OFDM Segmentado - 13 segmentos)                                                                  |                     |
| Acceso Condicional              | Acceso Condicional                                                                                         | Multi-2             |
| Middleware                      | Middleware                                                                                                 | Ginga-NCL y Ginga-J |
| Información de Servicio         | Información de Servicio                                                                                    | Norma ARIB STD B-10 |
| Multiplexado                    | Multiplexado                                                                                               | Sistema MPEG-2      |
| Codificación de Audio           | |                     |
| Fijo/Móvil                      | - Estéreo: MPEG-4 AAC@L2 o MPEG-4 HE-AAC v1@L2 - Audio Multicanal 5.1: MPEG-4 AAC@L4 o MPEG-4 HE-AAC v1@L4 |                     |
| Portátil                        | Solo Estéreo: MPEG-4 HE-AAC v2@L2                                                                          |                     |
| Codificación de Video           | |                     |
| Fijo/Móvil                      | MPEG-4 AVC (H.264) HP@L4                                                                                   |                     |
| Portátil                        | MPEG-4 AVC (H.264) BP@L1.3                                                                                 |                     |